# Карабіневич Микола Сильвестрович
Архієпископ Миколай (Карабіневич) (* 1889, Серебринці, Кукавська волость, Могилівський повіт, Подільська губернія (нині Могилів-Подільського району Вінницької області) — 1937, тюрма НКВС СРСР) — архієпископ Української автокефальної православної церкви. 
Брат театрального діяча Польщі Панаса Карабіневича.
Жертва російського окупаційного терору СРСР. 

## Життєпис
1909 закінчив Подільську духовну семінарію у м. Кам'янець (нині Кам'янець-Подільський Хмельницької області). 1910–1912 прослухав курс філософії в Народному університеті А. Шанявського в Москві.
1913 висвячений на священика РПЦ (безпатріаршої), служив настоятелем парафії у с. Качківка (нині село Ямпільського району Вінницької області).
1922 приєднався до УАПЦ після прилюдного диспуту з єпископом Іоанном Теодоровичем.
У квітні 1923, за обранням Могилів-Подільського церковного з'їзду, висвячений у Києві на єпископа.
1923–1927 — єпископ Могилів-Подільський, Тульчинський.
Був делегатом 2-го Всеукраїнського православного церковного собору УАПЦ 17-30 жовтня 1927 як єпископ Могилівської округи.
1926 кафедру мав у селі Яланець колишнього Ямпільського повіту.
На початку 1929 митрополит Микола (Борецький) призначив його на архієрейське служіння до Уманської округи.
Учасник Надзвичайного церковного собору в Києві 28-29 січня 1930, де відбулася «самоліквідація» УАПЦ.
Після ліквідації УАПЦ стає архієпископом УПЦ.
Згодом мешкав у місті Могилів-Подільський, 1934 був тимчасово ув'язнений. Вдруге заарештований 1937 року, а 29 грудня цього року Трійка при Київському обласному управлінні НКВД СССР присудила вбити його за «антирадянську діяльність» (протокол №137).
Розстріляний у Києві 8 січня 1938 року.
Пізніше реабілітований посмертно.